# Filip Benković
Filip Benković (Zagreb, 13. srpnja 1997.) hrvatski je nogometaš koji igra na poziciji stopera. Trenutačno igra za švedski AIK.

## Klupska karijera
Karijeru počeo u Dinamu. U Dinamu trenirao od predškolske dobi. Ljeti 2015. potpisao je profesionalni ugovor s Dinamom. Uskoro se ustalio u prvoj momčadi.  Početkom kolovoza prešao u Leicester. Prodan je za 15 milijuna eura uz bonuse i po vrijednosti transfera je treći Dinamov transfer u povijesti. Za njega se zanimao i Stoke City koji je nudio 13,2 milijuna eura. Po dolasku bio je treći stoper po ulozi u Leicesteru. Nakon odigrane utakmice za Leicester, klub ga je 1. rujna 2018. posudio u Celtic iz Glasgowa.

## Reprezentativna karijera
Za mlade reprezentacije prvi je put zaigrao 30. listopada 2012. protiv Nizozemske. Prvi je pogodak za mladu reprezentaciju postigao 11. ožujka 2013. protiv Makedonije. U lipnju 2019. godine je Benković debitirao za hrvatsku nogometnu reprezentaciju protiv Tunisa u Varaždinu. Odigrao je čitav susret.